# Vjenčanje mora
Vjenčanje mora (tal.: Sposalizio del mare) je obred koji se u Veneciji izvodi na blagdan Uzašašća. Bila je to najsjajnija među mnogobrojnim godišnjim svetkovinama, a u njoj su sudjelovale duge povorke brodova što ih je predvodio dužd na državnoj galiji Bucintoru (ili Bucentauru). Izvezavši se na more, dužd bi obredno bacio prsten u njega govoreći: Desponsamus te, mare. 'Zaručujemo te, more'. Obred je, vjerojatno, ustanovljen u 12.st. u spomen na neku ratnu pobjedu, dok se nije počeo smatrati simbolom Venecije kao pomorske sile bez premca. Bucintoro je bio državna galija raskošno ukrašena zlatom, a ime mu je, možda, poteklo od pramčanoga lika koji je bio pola čovjek a pola bik. Njezin je izgled u 18.st. poznat s Canalettovih slika (Blagdan Uzašašća, Kralj, zbirka, Windsor)